# BBC Kids
BBC Kids – kanał telewizyjny dla dzieci i młodzieży, należący do rodziny komercyjnych stacji brytyjskiego BBC, działających na całym świecie. Oprócz BBC, współwłaścicielem jest kanadyjska firma producencka Alliance Atlantis. BBC Kids jest dostępne wyłącznie na rynku kanadyjskim i stanowi de facto tamtejszą wersję CBBC i CBeebies. Zmiana nazwy wynika z faktu, że widzowie mogliby ją mylić z CBC, czyli kanadyjskim nadawcą publicznym. 